# Marradi
Marradi es una localidad italiana de la ciudad metropolitana de Florencia, región de Toscana, con 3.337 habitantes.

Ubicación de la ciudad de Marradi dentro de la provincia de Florencia.

## Evolución demográfica
| Gráfica de evolución demográfica de Marradi entre 1861 y 2001 |
|                                                               |
| Fuente ISTAT - Elaboración gráfica por parte de Wikipedia     |